# Lidingö Tidning
Lidingö Tidning (LT, Nyhets- och annonsorgan för Lidingö stad), grundad 29 september 1910, var en lokaltidning i Lidingö kommun. Tidningen lades ner i juni 2017. I samband med nedläggningen förstärktes gratistidningen Mitt i Lidingö. Vid nedläggningen var Lidingö Tidning den enda prenumererade lokaltidningen i Stockholmsområdet, till slut med omkring 3 000 prenumeranter.

## Verksamhet
Tidningen tog enbart upp nyheter och händelser som direkt berörde Lidingö stad. Tidningen var ett viktigt organ för information och debatt i kommunala frågor vid sidan av Lidingö stads egen informationsskrift kallad Vårt Lidingö, och utgjorde det viktigaste annonsorganet för många företag med en kundkrets koncentrerad till Lidingö. 
På insändarsidan, som tillhör den mest lästa sidan i tidningen, kan debatten stundom kan vara livlig, speciellt när viktiga kommunala beslut ska fattas. Några av de största debatterna genom åren i Lidingö Tidning har varit i samband med bygget av Gamla Lidingöbron 1925, valet av stadsvapen 1926–1927, bygget av Lidingö centrum, och på 2000-talet bevarandet och upprustningen av Lidingöbanan linje 21, Lidingöbrons tekniska status och underhållsbehov, utvidgningen av Långängens naturreservat till att även omfatta delar av Elfvikslandet, och i samband med detta hur Elfviks gård skulle drivas och eventuellt utvecklas i framtiden. Även utbyggnaden av Gåshagaleden med en ny förbifart mellan Skärsätra och Högberga, intresserade många insändare.
Tidningen såldes som lösnummer eller genom prenumeration. Tidningen hade också många fasta prenumeranter i de angränsande stadsdelarna i Stockholm, till exempel på Gärdet och på Östermalm och hos andra som tillhör gruppen f.d. lidingöbor. Tidningen hade sin redaktion på Lejonvägen 14 mittemot Lidingö stadshus. 

## Historik
Lidingö Tidning bildades 29 september 1910 av redaktör Johan Bergfeldt som gav ut en veckobaserad tidning. Boktryckare Lincoln Blom, med tryckeri och redaktionslokaler för ett antal lokaltidningar på Gamla Brogatan i Stockholm, ansåg att Lidingö kunde vara en marknad. Han startade Lidingöbladet med två nummer i veckan och med Björn Gottlieb som redaktionssekreterare. Efter några år gav Bergfeldt upp och de två tidningarna slogs samman till en med namnet Lidingö Tidning (LT). Björn Gottlieb slutade, men startade istället Lidingö Kommunalblad, som han gav ut till 1935. 1946 anställdes Sven Standar på ett sommarvikariat och blev därefter ny redaktör. Han kom att jobba på LT i två perioder, först till 1947 då han anställdes på Svenska Morgonbladet och därefter från 1954 till 1958, då han med kort varsel ryckte in när den dåvarande redaktören Anders Wallén hastigt avled. Standar startade själv 1958 Lidingö Nyheter.
1962 köpte koncernen AB Huvudstadspress tidningen. De fick tillsammans med Sundbyberg Solna Tidning redaktionslokaler i Svenska Dagbladets hus på Birger Jarlsgatan 10. AB Huvudstadspress gick i konkurs i maj 1987. Drygt en månad efter konkursen tillkännagav den dåvarande annonschefen Stig Holm att han med kvarvarande redaktion skulle överta tidningen som personalägd, med nya namnet Lidingö Posten då man inte fick överta Lidingö Tidnings namn. Chefredaktör blev Lil Fredén en kort tid, som senare ersattes av Per Wikström. Han blev kvar i rollen till en ny konkurs i januari 1993, då centerpartiägda Tidningstryckarna i Norrtälje tog över Lidingö Posten. Aktieägarna ansökte under tiden om att återfå det gamla välkända namnet Lidingö Tidning. Så blev det från och med 1994.
Lidingö Tidning köptes 2010 av Lokaltidningen Mitt i Stockholm AB. Chefredaktör blev Anna Körnung. Efter flera år av vikande annons- och prenumerationsintäkter lades tidning ned 2017. Tidningen hade vid nedläggningen omkring 3 000 prenumeranter. Det sista numret släpptes på midsommarafton den 23 juni 2017. I samband med nedläggningen förstärktes gratistidningen Mitt i Lidingö.

### Fotnoter
1. 1 2 3 4  ”Lidingö Tidning läggs ned vid midsommar”. lidingosidan.se. https://lidingosidan.se/lidingo/lidingo-tidning-laggs-ned-vid-midsommar/. Läst 19 juni 2025.
2. 1 2 3 4 5 6 7 8 9 10 11 12 13 14 15 16 17 18 19 20  Lars G. Lindström (23 juni 2017). ”En epok går i graven. Idag kom LT:s sista nummer”. www.lidingosidan.se. https://www.lidingosidan.se/lidingo/en-epok-gar-i-graven-idag-kom-lt-s-sista-nummer/. Läst 19 juni 2025.
3. 1 2  ”Mitt i lägger ner Lidingö Tidning”. www.resume.se. 16 maj 2017. https://www.resume.se/kommunikation/media/mitt-i-lagger-ner-lidingo-tidning/. Läst 19 juni 2025.